# Mónica Marín
Mónica Marín (nacida el 29 de octubre de 1955 en Carmelo, Colonia) es una profesora, investigadora y bioquímica uruguaya. Fue elegida la primera Decana de la Facultad de Ciencias de la Universidad de la República (UdelaR) de Uruguay por el período 2018-2022. Trabaja actualmente en la Sección Bioquímica del Departamento de Biología Celular y Molecular, Instituto de Biología de Facultad de Ciencias (UdelaR) e investiga en biología molecular. Su actual línea de investigación hace foco en comprender mecanismos que determinan la conformación in vivo de proteínas.

## Trayectoria académica
Mónica Marín se formó en Francia, en la Universidad de París VII Denis Diderot. Obtuvo allí la Licenciatura en Bioquímica en 1977 y luego la Maestría en Ciencias en 1979 con su trabajo "Estructura y función de las proteínas". En 1984, cuatro años más tarde, se doctoró en Bioquímica en el laboratorio Structure et Dynamique du Genome del Institut Jacques Monod, con su tesis titulada "Contribución al estudio del reconocimiento de los promotores procariotas por la ARN polimerasa de Escherichia coli".
Ingresó a la carrera docente en 1986 como Asistente de Bioquímica de la Facultad de Humanidades y Ciencias, que pasara posteriormente a ser Facultad de Ciencias en 1990. Luego de 25 años en la institución asume el cargo de Profesora Titular grado 5 y actualmente es junto a Ana Denicola y Lina Betucci una de las únicas 3 mujeres en dicho cargo entre 33 docentes. El 24 de octubre de 2018 fue elegida Decana de la Facultad de Ciencias por la Asamblea General del Claustro, con el apoyo de todos los integrantes docentes, estudiantes y egresados. Así, Marín se convirtió en la primera mujer en obtener este cargo y asumirá el 25 de noviembre de 2018 luego de dos mandatos en un período de 8 años del Dr. Juan Cristina.
En el área de bioquímica y biología molecular, Mónica Marín se enfoca en comprender los mecanismos que determinan la conformación in vivo de proteínas y cuál es la contribución de la cinética traduccional en el plegamiento. Actualmente lidera varios trabajos de investigación y cuenta con más de 40 artículos publicados en revistas científicas y varios capítulos de libro en colaboración. Como docente dedica esfuerzos a la enseñanza de Bioquímica y Biología Molecular de grado y posgrado en Facultad de Ciencias y PEDECIBA. Asimismo, ha contribuido a la formación de recursos humanos supervisando y orientando a más de 35 estudiantes de grado, maestría y doctorado. 
Es investigadora Grado 4 del Programa de Desarrollo de las Ciencias Básicas (PEDECIBA) e investigadora Nivel II del Sistema Nacional de Investigadores (SNI). Desde el año 2010 es integrante titular por el orden docente al Consejo de la Facultad de Ciencias. También es la coordinadora del Posgrado en Biotecnología, iniciado en 1998 con la Maestría que incorpora luego el Doctorado en 2012. Desde 2011 es la Directora Nacional del Centro Argentino Brasilero de Biotecnología (CABBIO) para la incorporación de Uruguay a este programa regional de Biotecnología.

## Premios
- 2004, Premio "Iniciativas Biotecnológicas" del Programa AmsudPasteur.
- 1995, Premio "Dr. Luis Berger" de la Comisión Nacional de Lucha contra la Hidatidosis.
- 1992, "King Baudouin Award" de la International Foundation for Sciences.

## Producción bibliográfica
- Tucci P., Veroli V., Señorale M. & M. Marín (2016). «Escherichia coli: the leading model for the production of recombinant proteins». Microbial Models: From Environmental to Industrial Sustainability. Microorganisms for Sustainability (en inglés). Singapore: Springer. ISBN 978-981-10-2554-9. doi:10.1007/978-981-10-2555-6_6.
- Fernández-Calero T., Flouriot G. & M. Marín (2016). «The Synonymous Ala87 Mutation of Estrogen Receptor Alpha Modifies Transcriptional Activation Through Both ERE and AP1 Sites». Estrogen Receptors. Methods Molecular Biology. New York: Humana Press. ISBN 978-1-4939-3127-9. doi:10.1007/978-1-4939-3127-9_22.
- Tucci P. & M. Marín (2004). «Detección de transgénicos en alimentos». Bioética, Compromiso de todos. Montevideo: Trilce.
- Marín M. & R. Ehrlich (2000). «Genética  Molecular  y  Biotecnologías:  Nuevos escenarios, desafíos  y  opciones.».  En Instituto Goethe, ed. Tecnología  genética.  Investigación,  ética, legislación. Montevideo: Trilce.
- Marín M. & R. Ehrlich (1997). «Genome Organization and Parasitic Adaptation». Biological Complexity (en inglés). Montevideo. p. 13-30.
- Ehrlich R., Castillo E., Chalar C., Esteves A., Fielitz W., Garat B., Marín M., Martínez C., Oliver G., Pereira Z., Picón M., & Señorale M. (1991). «Echinococcus granulosus: towards the understanding of parasitic adaptation». Basic Research in Helminthiasis. Montevideo. p. 5-10.
- Ehrlich R., Marín M., Larousse A., Gabarro-Arpa J., Schmitt B. & C. Reiss (1984). «Promoter recognition and transcription initiation in E.coli». Folia Biologica. Montevideo. p. 105-118.

- Datos: Q42391196